# Stiepan Arżakow
Stiepan Maksimowicz Arżakow (ros. Степа́н Макси́мович Аржако́в, ur. 10 listopada 1899 w Wilujsku, zm. 5 marca 1942) – jakucki radziecki polityk, dwukrotny przewodniczący Rady Komisarzy Ludowych Jakuckiej ASRR (1924 i 1937-1938).
Skończył seminarium nauczycielskie w Jakucku, 1917 wstąpił do SDPRR(b), od maja do sierpnia 1918 komisarz Centralnego Komitetu Wykonawczego (CIK) Rad Syberii w powiecie wilujskim, od grudnia 1919 do marca 1920 pełnomocnik Jakuckiego Sztabu Wojskowo-Rewolucyjnego w okręgu wilujskim. Od marca do czerwca 1920 przewodniczący jakuckiej gubernialnej komisji śledczej, od czerwca do sierpnia 1920 pełnomocnik jakuckiego gubernialnego komitetu żywnościowego na okręg wilujski, od sierpnia 1920 do maja 1921 słuchacz Kursów przy Komunistycznym Uniwersytecie im. Swierdłowa, od lipca 1921 do maja 1922 pełnomocnik jakuckiego gubernialnego komitetu rewolucyjnego i Czeki, szef Wydziału Specjalnego przy Wydziale Ogólnym Armii Czerwonej. Od marca 1922 szef jakuckiego gubernialnego oddziału GPU, od czerwca 1922 do stycznia 1923 członek jakuckiego gubernialnego komitetu rewolucyjnego, od stycznia 1923 do listopada 1924 ludowy komisarz spraw wewnętrznych Jakuckiej ASRR, od czerwca do grudnia 1924 przewodniczący Rady Komisarzy Ludowych Jakuckiej ASRR, od grudnia 1924 do czerwca 1926 ludowy komisarz handlu i przemysłu Jakuckiej ASRR. Od stycznia 1926 p.o. sekretarza odpowiedzialnego Jakuckiego Komitetu Obwodowego WKP(b), od czerwca 1926 do marca 1930 studiował w Moskiewskim Instytucie Przemysłowo-Ekonomicznym im. A. Rykowa, od czerwca 1930 do stycznia 1932 ludowy komisarz zaopatrzenia Jakuckiej ASRR, od stycznia 1932 do sierpnia 1937 ludowy komisarz rolnictwa Jakuckiej ASRR. Od sierpnia 1937 do lipca 1938 ponownie przewodniczący Rady Komisarzy Ludowych Jakuckiej ASRR.
5 lutego 1939 aresztowany, w maju 1940 skazany na śmierć, 17 maja 1941 karę śmierci zamieniono na 8 lat więzienia, 5 marca 1942 skazany na śmierć przez Trybunał Wojsk NKWD Dalstroju i rozstrzelany. 31 marca 1956 pośmiertnie zrehabilitowany.